# Silvester Minarovič
Silvester Minarovič (* 31. prosince 1937) je slovenský advokát, diplomat a politik.

## Život a kariéra
Narodil se v roce 1937. Vystudoval práva. V roce 1982 se v doplňovacích volbách stal poslancem Slovenské národní rady za volební obvod 55 – Trenčín II. V parlamentu zasedal ve výboru pro obchod, služby a dopravu.
Po Sametové revoluci se v roce 1990 stal ministrem lidové kontroly ve vládě Milana Čiče. V roce 1991 nahradil Jozefa Sirotňáka ve funkci předsedy Strany slobody. V roce 1994 kandidoval do parlamentu za Demokratickou únii Slovenska. Poté pracoval jako advokát v Bratislavě. V letech 1996 až 1999 byl zvolen členem dozorčí rady Dopravního podniku Bratislava. V letech 1998 až 2002 byl zvolen zastupitelem bratislavské městské části Ružinov za Slovenskou demokratickou koalici. V roce 2012 kandidoval za Slovenskou národní stranu.
Působil v diplomacii. V roce 2008 při ministerstvu zahraničních věcí Slovenské republiky založil občanské sdružení Senioři slovenské diplomacie a stal se jeho prvním předsedou.